# Zur Schmerzhaften Muttergottes (Świątniki)

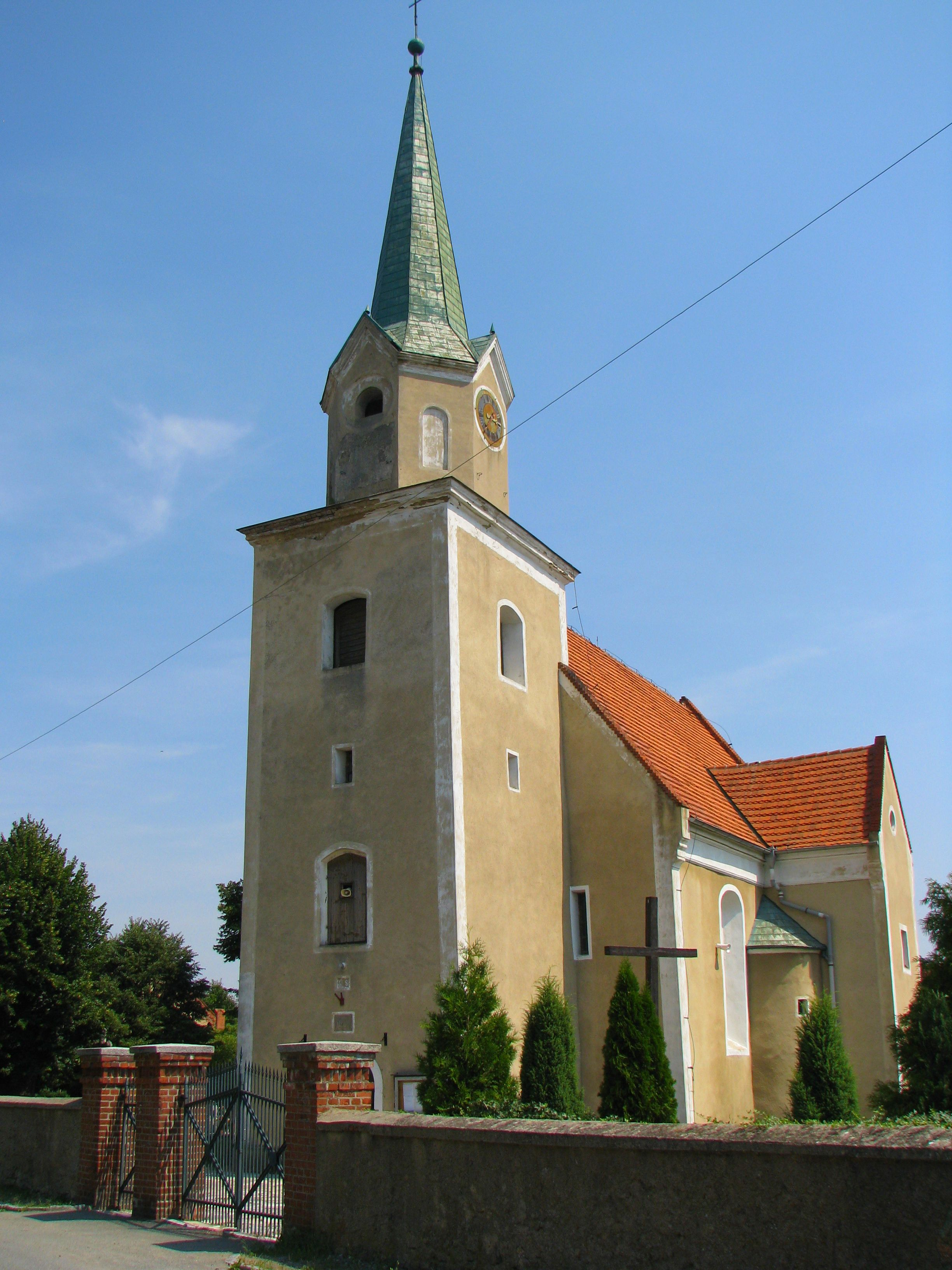
Kirche Zur Schmerzhaften Muttergottes in Świątniki

Die römisch-katholische Filialkirche Zur Schmerzhaften Muttergottes (polnisch Kościół Matki Bożej Bolesnej) in Świątniki (deutsch Schwentnig) in der Gemeinde Sobótka (Zobten) in der Woiwodschaft Niederschlesien wurde 1864 anstelle einer älteren Kirche errichtet. Im 17. Jahrhundert erlangte sie als Zufluchtskirche schlesischer und böhmischer Glaubensflüchtlinge Bedeutung und war bis 1945 evangelische Filialkirche von Klein-Kniegnitz.

## Geschichte
Die Ersterwähnung von Schwentnig erfolgte 1288, als Herzog Heinrich IV. das Erbgut der Pfarrkirche von Nimptsch schenkte. Schwentnig, das 1311 durch Ausgliederung aus dem Herzogtum Breslau zum neu entstandenen Herzogtum Brieg gehörte, besaß ursprünglich keine eigene Kirche. Das als Nebenkirche von Klein Kniegnitz dienende Gotteshaus wurde von 1620 bis 1622 von dem Grundherrn von Schwentnig Leonhard von Gellhorn auf eigene Kosten erbaut. Die fürstlichen Konzession ließ verlauten, dass die Erbauung „de facto“ und nicht „de jure“ geschehen sei. Um die Kirche entstand ein eigener Friedhof mit Begräbnisrecht. In den Wirren des Dreißigjährigen Krieges war die Pfarrerstelle unbesetzt. In den 1650er Jahren erhielt Zdenco Hovara von der Duba und Leipa das Lehen von den Brieger Herzögen. Der böhmische Edelmann warb weitere Glaubensflüchtlinge aus seiner Heimat an und siedelte sie in Prschiedrowitz an. 
Für die Exulanten war seit 1654 ein eigener Pastor in Schwentnig angestellt, der in tschechischer Sprache predigte. Herzog Friedrich Rudolf von Schleswig-Holstein-Sonderburg-Norburg, der durch die Vermählung mit der Reichsgräfin Bibiane von Promnitz in Besitz des Gutes gekommen war, ließ das in Zeiten der Gegenreformation als Zufluchtskirche dienende Gotteshaus um einen Anbau und drei Emporen erweitern. Nach dem Tode des Pastors Daniel Perlicius 1684 erlosch das böhmische Pastorat und Schwentnig wurde wiederum Klein Kniegnitz als Filiale unterstellt.
Herzog Karl Friedrich II. von Württemberg-Oels stiftete der Kirche ein silbernes Abendmahlsgerät und eine goldbronzefarbene Altardecke. Der Kanzelaltar mit Baldachin von 1740 war ein Geschenk des damaligen Grundherren Friedrich Freiherr von Zedlitz auf Wilkau. Carl von Zedlitz-Trützschler beschloss 1867 an gleicher Stelle unter Verwendung von Fragmenten der alten Kirche einen Neubau. Instandsetzungsmaßnahmen erfolgten 1938. Nach der Vertreibung der deutschen Bevölkerung nach 1945 eignete sich die römisch-katholische Kirche das evangelische Gotteshaus an. Es ist seitdem eine Filialkirche unter dem Patrozinium Zur schmerzhaften Muttergottes.

## Beschreibung

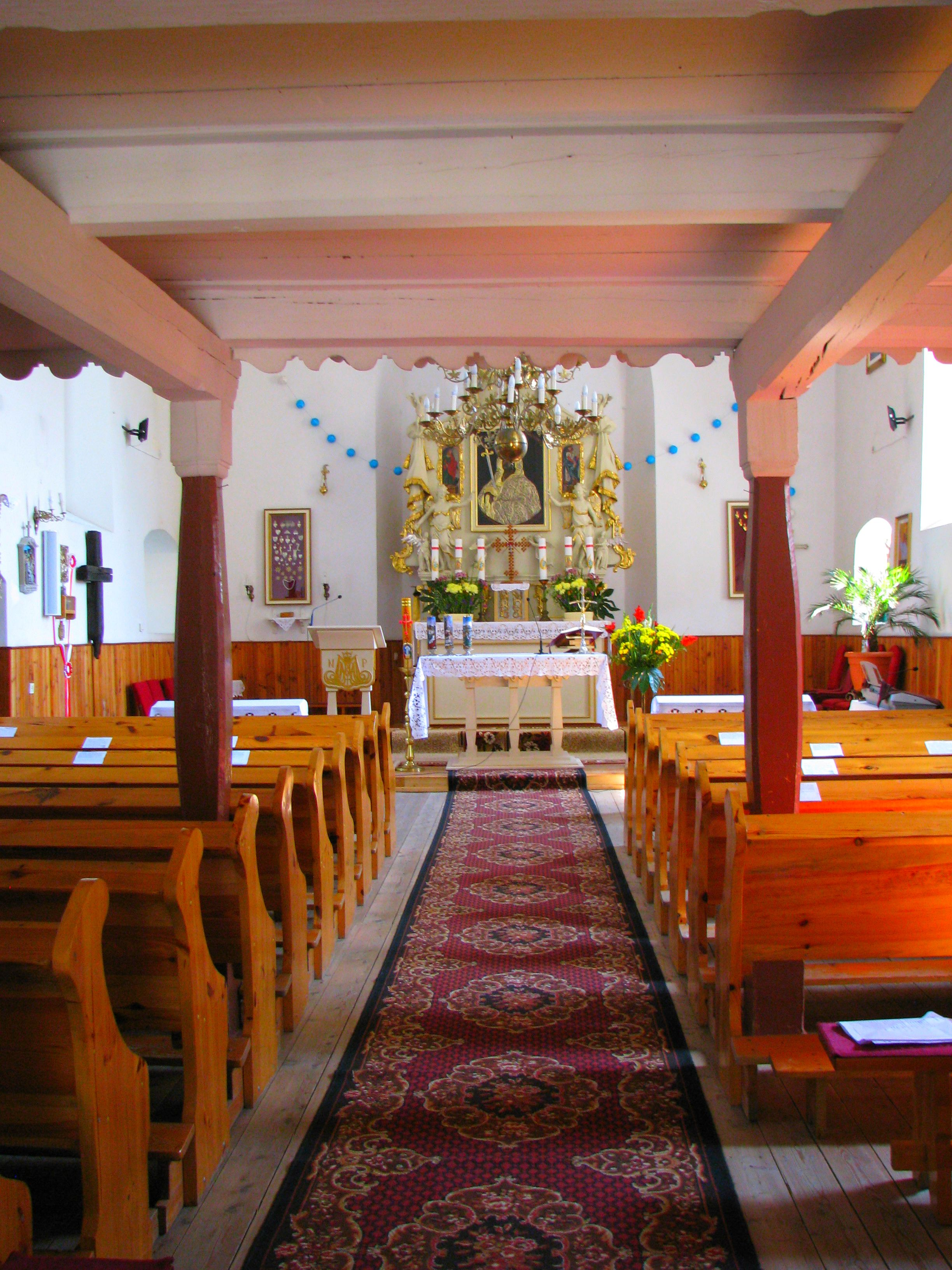
Blick Richtung Chor

Die Kirche wurde auf einem kreuzförmigen Grundriss errichtet. Der Innenraum besitzt eine flachbemalte Decke, einen Choraltar und eine Empore. Die ursprüngliche barocke Ausstattung ging verloren. Die Kirche wird umschlossen von einem Friedhof mit Umfassungsmauer.

## Evangelische Pastoren
Von seiner Gründung 1622 mit Unterbrechung bis 1684 besaß die Kirche eigene Pastoren:
1. 1622–1627 Martin Schmid (* Löwenberg), nach 1627 Pastor in Zülzendorf
2. 1627–1634 Michael Neugebauer (* Ohlau), nach 1634 Pastor in Naselwitz
3. 1654–1666 Daniel Bausius (* Schan; † 11. September 1666)
4. 1666–1667 Nikolaus Cokalius (* Prag; † 23. September 1667)
5. 1667–1671 Johann Mattaschitzky (* Ungarn; † 25. Dezember 1671)
6. 1672–1684 Daniel Perlicius (* Ungarn; † 13. Januar 1684)